# Abu-Dawud Sulaiman ibn Ash`ath al-Azadi al-Sijistani
Abu-Dawud Sulaiman ibn Ash`ath al-Azadi al-Sijistani, född år 817 i Sistan i östra Persien, död år 888, var en persisk traditionssamlare och författare av flera kända verk. Mest känd är han som författare till den tredje av de sex kanoniserade arabiska hadithsamlingarna godkända av sunnimuslimer.